# Корвіна

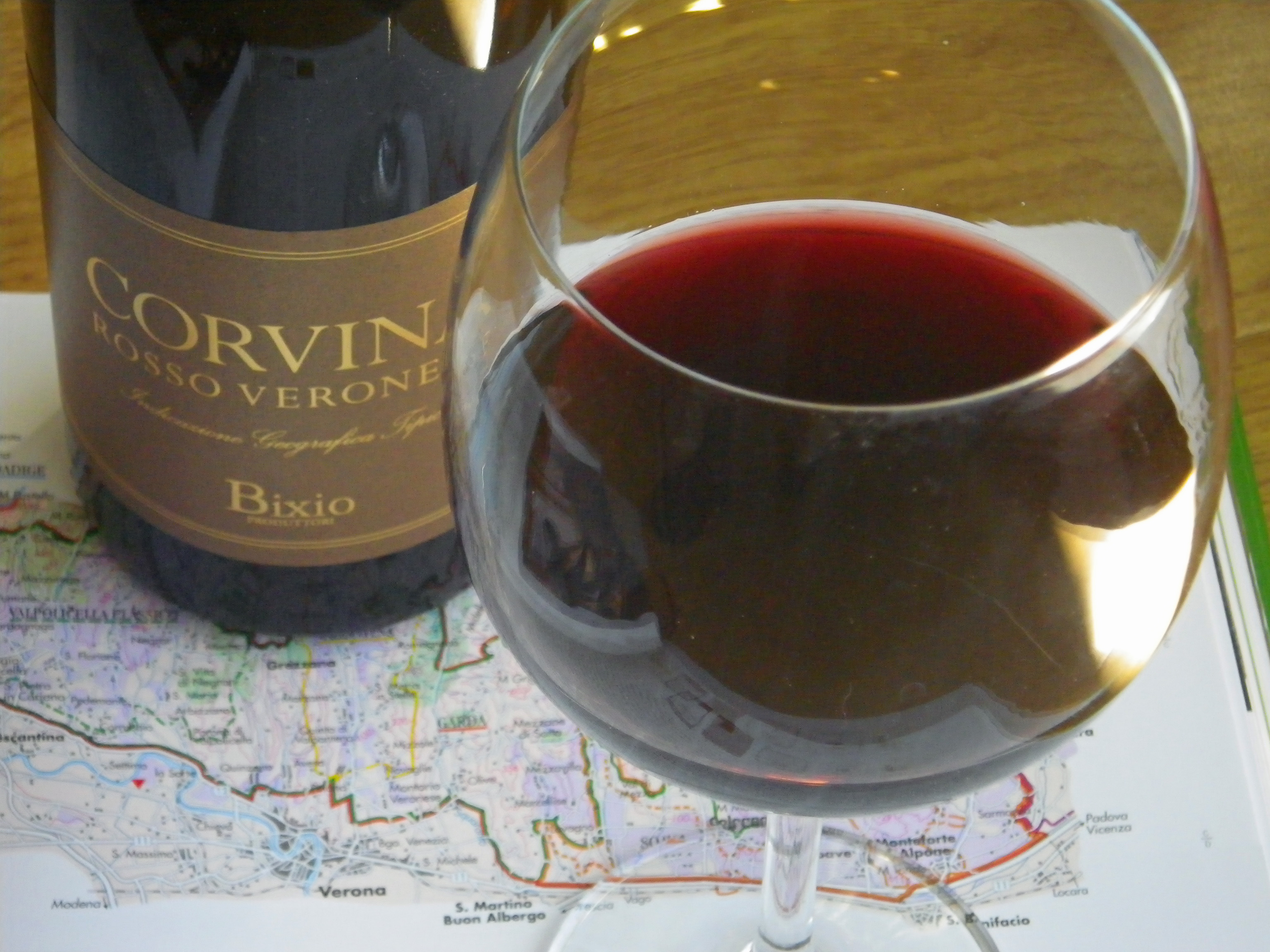
Вино з винограду корвіна

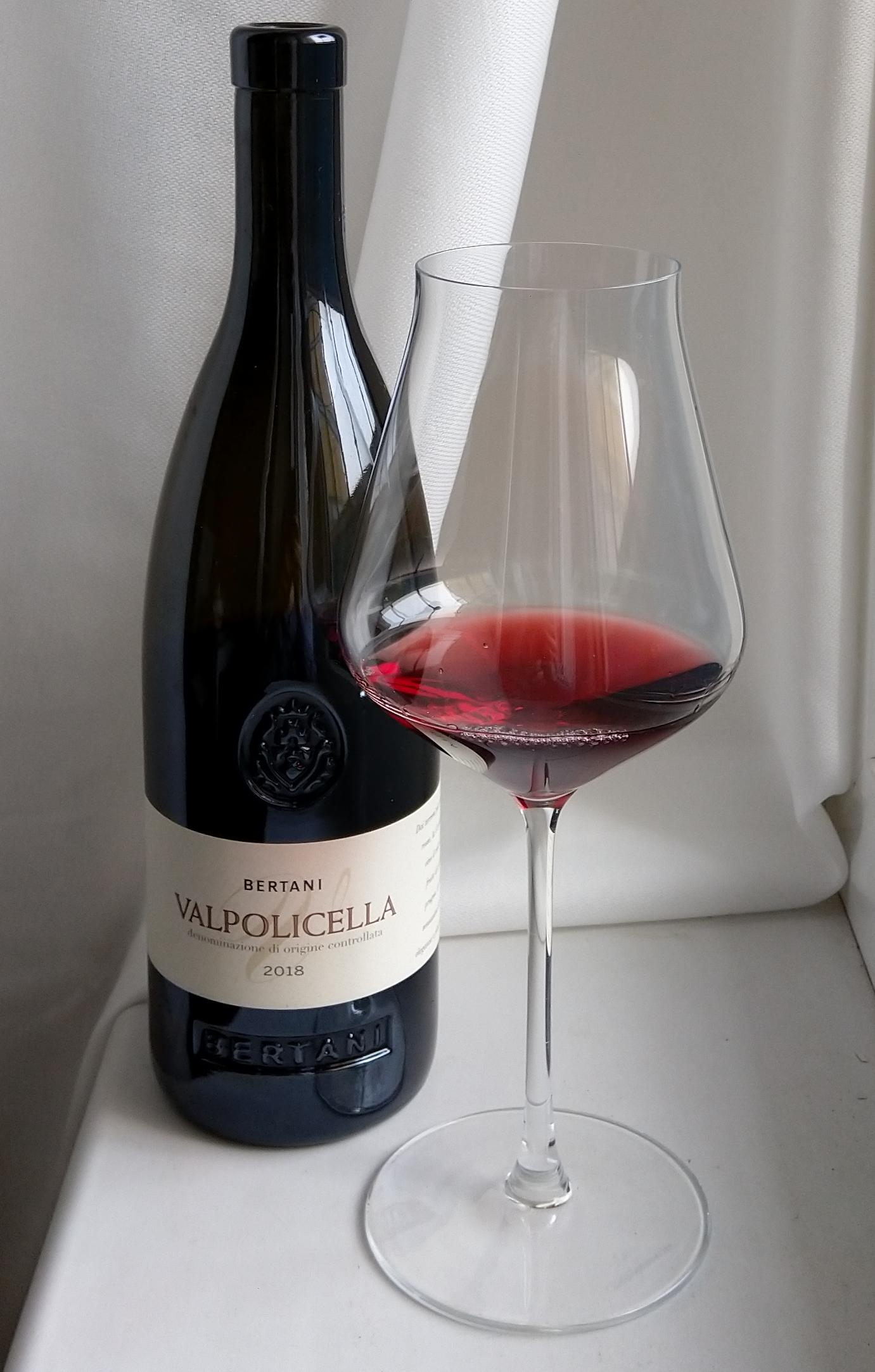
Класичне сухе вино регіону Вальполічелла - купаж на основі сорту корвіна

Корвіна або Корвіна Веронезе (італ. Corvina) — технічний сорт червоного винограду, вирощується в Італії, є автохтонним сортом регіону Венето.

## Історія
Вважається, що сорт має давню історію, але перша згадка про нього датується 1627 роком. Згідно з джерелами, у 1886 році Корвіна був найрозповсюдженішим сортом у регіоні Венето. Станом на 2010 рік площі виноградників сорту у цьому регіоні становлять 7500 га, що складає 10 % загальної площі виноградників.

## Географія сорту
Сорт вирощується у регіоні Венето, є основним у виноробному регіоні Вальполічелла, а також у Ломбардії на узбережжі озера Гарда.

## Характеристики сорту
Пізньостиглий сорт винограду. Грона досить великі для винного сорту, щільні, конічні, можуть мати «плечі». Ягода середня, темно-синя, округла або злегка овальна, вкрита густим шаром кутину, шкірка товста. Сорт стійкий до сірої гнилі. Для отримання якісних виноматеріалів потребує обмеження врожайності.

## Характеристики вина
З Корвіни зазвичай виробляють купажі (з місцевими сортами Рондинела та Молінара або іншими), в останній час почали виробляти також моносортові вина. У сухих винах присутні аромати фруктів (основний аромат — вишня) та спецій, вони мають гарну структуру, виражені таніни та гарну кислотність. Вина вироблені за технологією апасіменто (вино з в'яленого винограду) мають більш насичений смак та аромат.